# Милчо Атанасов
Милчо Райков Атанасов е бивш български футболист, дясно крило.

## Биография
Роден е на 22 февруари 1955 г. в село Кости. Играл е за ФК Черноморец (Бургас) (1970 – 1977 г.), ПФК Несебър (Несебър) (1977 – 1979 г.) и ПФК Нефтохимик 1962 (1979 – 1982 г.).
През 1974 г. е в състава на младежкия национален отбор на България в Европейското първенство в Швеция (гр. Малмьо). България става европейски шампион, след като побеждава Югославия (1:0), след гол на Красимир Манолов във второто полувреме с асистенция на Милчо Атанасов.
Отборът прави почетна обиколка на националния стадион „Васил Левски“ с купата преди мача България – Англия.